# 渋谷区立猿楽小学校
渋谷区立猿楽小学校（しぶやくりつ さるがくしょうがっこう）は、東京都渋谷区猿楽町にある公立小学校。猿楽町のオフィス街に所在する。

## 概要
北方に渋谷駅、神泉駅、南方に代官山駅、恵比寿駅と交通の便の良い地域に所在する。西方に都立第一商業高校、さらに進むと東邦大学医療センター大橋病院等が位置する。東方には國學院大學や青山学院大学などの教育施設が所在する。

### 建て替え計画
渋谷区は2022年（令和4年）、教育目標や長寿命化計画を踏まえ、「未来の学校のコンセプト」と「新しい学校施設整備に当たっての考え方」の概要をまとめ、「渋谷区新しい学校づくり整備方針（2023年3月）、渋谷区立小学校と中学校の建て替えロードマップ」を発表した。
- 工事期間（解体1年、建築2年） - 2028年度（令和10年）〜 2030年度（令和12年）、猿楽小学校は、鉢山中学校新校舎で小中一貫校となる予定。

## 沿革
渋谷区内の小学校の中で5番目に歴史が古く、1916年（大正5年）4月1日、東京府豊多摩郡渋谷町立猿楽尋常小学校として設立された。
- 1916年（大正5年）4月1日、東京府豊多摩郡渋谷町立猿楽尋常小学校として創立した[2]。

## 教育方針
教育目標
「礼儀正しく思いやりのある人間」「社会に貢献しようとする人間」「個性と創造力豊な人間」
小学校の児童数と教員数
| 年度     | 児童総数 | 1年生 | 2年生 | 3年生 | 4年生 | 5年生 | 6年生 | 教員数 | 職員数 |
| -------- | -------- | ----- | ----- | ----- | ----- | ----- | ----- | ------ | ------ |
| 平成23年 | 200人    | 27人  | 29人  | 38人  | 32人  | 39人  | 35人  | 12人   | 6人    |
| 平成24年 | 187人    | 25人  | 29人  | 29人  | 39人  | 30人  | 35人  | 14人   | 6人    |
| 平成25年 | 189人    | 30人  | 25人  | 31人  | 32人  | 38人  | 33人  | 13人   | 5人    |
| 平成26年 | 187人    | 29人  | 32人  | 24人  | 30人  | 33人  | 39人  | 15人   | 5人    |
| 平成27年 | 189人    | 37人  | 34人  | 33人  | 24人  | 30人  | 31人  | 15人   | 5人    |
| 平成28年 | 213人    | 50人  | 38人  | 33人  | 34人  | 26人  | 32人  | 15人   | 5人    |
| 平成29年 | 237人    | 56人  | 50年  | 37人  | 31人  | 35人  | 28人  | 16人   | 7人    |
| 平成30年 | 260人    | 55人  | 52人  | 51人  | 34人  | 30人  | 38人  | 18人   | 8人    |
| 令和元年 | 258人    | 45人  | 53人  | 50人  | 46人  | 33人  | 31人  | 18人   | 8人    |
| 令和2年  | 288人    | 62人  | 45人  | 54人  | 50人  | 44人  | 33人  | 18人   | 7人    |
| 令和3年  | 311人    | 57人  | 63人  | 43人  | 55人  | 49人  | 44人  | 21人   | 7人    |
| 令和4年  | 313人    | 52人  | 56人  | 58人  | 47人  | 52人  | 48人  | 20人   | 7人    |
| 令和5年  | 313人    | 56人  | 50人  | 55人  | 58人  | 45人  | 59人  | 20人   | 8人    |

## 学校行事
放課後クラブ
放課後クラブは、保護者の就労状況にかかわらず、全ての児童を対象とし、学校や地域との連携により、児童一人一人を健やかに育てていくための事業である。校庭、体育館、図書館、特別教室など、学校施設を活用している。
校外学習
渋谷区立小中学校の児童・生徒たちが、校外学習を行う宿泊施設があり、学校が使用しない期間は社会教育団体に開放されている。利用資格は区内在住、在勤者を主とする社会教育団体。

## 通学区域
子供が通学する学校は住所により指定されている。2004年（平成16年）からは、現行の通学区域を維持したうえで区域外の学校を希望することができる学校選択希望制を導入している。その狙いは、特色のある学校づくりや地域に開かれた学校づくりを推進し、区民から選ばれる学校づくり等を図ることにある。
住所別通学区域
| 猿楽町 | 鶯谷町 | 鉢山町 | 代官山町                                                               | 恵比寿西二丁目 |
| ------ | ------ | ------ | ---------------------------------------------------------------------- | -------------- |
| 全域   | 全域   | 全域   | 1 - 12番、13番（19、20号除く） 14 - 17番、18番（10号除く）、19番、20番 | 5番、21番      |

また、通学の距離等を考慮し、保護者の申請により指定校の変更ができる調整区域を設けている。
調整区域
| 希望校     | 指定校       | 町丁名                       | 番                                |
| ---------- | ------------ | ---------------------------- | --------------------------------- |
| 猿楽小学校 | 長谷戸小学校 | 代官山町                     | 13番、18番                        |
| 猿楽小学校 | 神南小学校   | 桜丘町 南平台町 道玄坂一丁目 | 全域                              |
| 猿楽小学校 | 神南小学校   | 道玄坂二丁目                 | 1 - 10番、11番1 - 3号、16番、28番 |
| 猿楽小学校 | 神南小学校   | 神泉町                       | 6 - 14番、19 - 23番               |
| 猿楽小学校 | 神南小学校   | 円山町                       | 5番、19 - 28番                    |

## 進学先中学校
中学校の学校別通学区域は、住所により指定されている。
渋谷区立鉢山中学校
| 猿楽町 鶯谷町 鉢山町 代官山町 | 恵比寿西 一丁目 恵比寿西 二丁目 | 恵比寿南 一丁目 | 恵比寿南 二丁目 | 恵比寿南 三丁目 | 渋谷 二丁目 | 渋谷 三丁目                 | 渋谷 四丁目 東 一丁目 | 東 二丁目                    | 東 三丁目 | 東 四丁目 | 広尾 三丁目  |
| ----------------------------- | ------------------------------- | --------------- | --------------- | --------------- | ----------- | --------------------------- | --------------------- | ---------------------------- | --------- | --------- | ------------ |
| 全域                          | 全域                            | 1 - 17番        | 1 - 11番 19番   | 全域            | 1 - 12番    | 1 - 3番 12 - 15番 24 - 26番 | 全域                  | １ - 7番 18 - 23番 25 - 29番 | 17 - 27番 | 1 - 10番  | 1番、4 - 7番 |

## 交通
鉄道
- JR線 - 山手線渋谷駅、恵比寿駅から徒歩約15分。
- 東急東横線 - 代官山駅から徒歩約10分。

## 関係者
出身者
- 福田康夫（代議士、元首相） - 一時在籍。
- 高野英樹（囲碁棋士）
- くらもちふさこ（漫画家） - 中途で豊島区立駒込小へ転校[9]。
- 小林美香（元アイドル、桜っ子クラブ）